# Oscar Larrauri
Oscar Rubén Larrauri (Buenos Aires, 1954. augusztus 19.) argentin autóversenyző.

## Pályafutása
1982-ben megnyerte az európai Formula–3-as bajnokságot.
1988-ban és 1989-ben a Formula–1-es világbajnokságon vett részt. Ez idő alatt huszonegy versenyen szerepelt, ám ebből mindössze hét alkalommal tudta magát kvalifikálni a futamra is. Pontot egy alkalommal sem szerzett, legjobb helyezése egy tizenharmadik helyezés az 1988-as mexikói nagydíjról.
1997-ben, 1998-ban és 2000-ben a dél-amerikai turaaútó bajnokság győztese volt. Pályafutása alatt több nemzeti és nemzetközi túraautó bajnokság futamain rajthoz állt.
Kilenc alkalommal állt rajthoz a Le Mans-i 24 órás versenyen. Az 1986-os futamon a spanyol Jésus Pareja és a francia Joël Gouhier társaként a második helyen ért célba.

## Eredményei
Le Mans-i 24 órás autóverseny
| Év   | Csapat                 | Autó               | Csapattárs     | Csapattárs        | Helyezés        |
| ---- | ---------------------- | ------------------ | -------------- | ----------------- | --------------- |
| 1983 | Scuderia Sivama Motor  | Lancia LC1         | Massimo Sigala | Max Cohen-Olivar  | Nem értékelhető |
| 1984 | Brun Motorsport GmbH   | Porsche 956        | Massimo Sigala | Joël Gouhier      | 7.              |
| 1985 | Brun Motorsport        | Porsche 956        | Massimo Sigala | Gabriele Tarquini | Kiesett         |
| 1986 | Brun Motorsport        | Porsche 962C       | Jésus Pareja   | Joël Gouhier      | 2.              |
| 1987 | Brun Motorsport        | Porsche 962C       | Jésus Pareja   | Uwe Schäfer       | Kiesett         |
| 1989 | Repsol Brun Motorsport | Porsche 962C       | Walter Brun    | Jésus Pareja      | Kiesett         |
| 1990 | Repsol Brun Motorsport | Porsche 962C       | Walter Brun    | Jésus Pareja      | Kiesett         |
| 1991 | Repsol Brun Motorsport | Porsche 962C       | Walter Brun    | Jésus Pareja      | 10.             |
| 1994 | Ferrari Club Italia    | Ferrari 348 GTC-LM | Fabio Mancini  | Joël Gouhier      | Kiesett         |

Teljes Formula–1-es eredménylistája
(Táblázat értelmezése)

(Félkövér: pole-pozícióból indult; dőlt: leggyorsabb kört futott) 

| Év   | Csapat   | 1      | 2      | 3      | 4      | 5      | 6      | 7      | 8      | 9      | 10     | 11      | 12     | 13     | 14     | 15     | 16     | Helyezés | Pont |
| ---- | -------- | ------ | ------ | ------ | ------ | ------ | ------ | ------ | ------ | ------ | ------ | ------- | ------ | ------ | ------ | ------ | ------ | -------- | ---- |
| 1988 | EuroBrun | BRA Ni | SMR NK | MON Ki | MEX 13 | CAN Ki | DET Ki | FRA Ki | GBR NK | GER 16 | HUN NK | BEL NeK | ITA NK | POR NK | ESP NK | JPN NK | AUS Ki | -        | 0    |
| 1989 | EuroBrun | BRA    | SMR    | MON    | MEX    | USA    | CAN    | FRA    | GBR    | GER    | HUN    | BEL     | ITA NK | POR NK | ESP NK | JPN NK | AUS NK | -        | 0    |

## Külső hivatkozások
- Profilja a grandprix.com honlapon (angolul)
- Profilja a statsf1.com honlapon (angolul)
- Profilja a driverdatabase.com honlapon (angolul)